# Scartella
Scartella es un género de  peces de la familia de los blénidos en el orden de los Perciformes.

## Especies
Existen las siguientes especies en este género:
- Scartella caboverdiana (Bath, 1990)
- Scartella cristata (Linnaeus, 1758)
- Scartella emarginata (Günther, 1861)
- Scartella itajobi (Rangel & Mendes, 2009)
- Scartella nuchifilis (Valenciennes, 1836)
- Scartella poiti (Rangel, Gasparini & Guimarães, 2004)
- Scartella springeri (Bauchot, 1967)